# Yoshinori Katsumata
Yoshinori Katsumata (japanisch 勝又 慶典 Katsumata Yoshinori; * 7. Dezember 1985 in Fuji) ist ein japanischer Fußballspieler.

## Karriere
Yoshinori Katsumata erlernte das Fußballspielen in der Schulmannschaft der Yoshiwara High School und der Universitätsmannschaft der Toin University of Yokohama. Seinen ersten Vertrag unterschrieb er 2008 bei FC Machida Zelvia. Am Ende der Saison 2008 stieg der Verein in die Japan Football League auf. Am Ende der Saison 2011 stieg der Verein in die J2 League auf. 2013 wechselte er zum Ligakonkurrenten Tochigi SC. Für den Verein absolvierte er acht Ligaspiele. 2014 wechselte er zum Drittligisten AC Nagano Parceiro. Für den Verein absolvierte er 115 Ligaspiele. 2019 wechselte er zum Regionalligisten Ococias Kyoto AC nach Kyōto. Im Januar 2021 unterschrieb er einen Vertrag beim Viertligisten FC Kariya.